# Réserves de biosphère en Inde
L'Inde possède 12 réserves de biosphère (en hindi : बायोस्फीयर रिजर्व, en tamoul : உயிர்க்கோளக் காப்பகங்கள், en malayalam : ജൈവമണ്ഡല സംരക്ഷിത പ്രദേശങ്ങൾ) reconnues par l'UNESCO dans le cadre du programme sur l'homme et la biosphère. 
Elle possède également huit autres « réserves de biosphère » qui font uniquement l'objet d'une désignation à l'échelle nationale.

## Liste des réserves de biosphère de l'Unesco
| #  | Réserve de biosphère                              | État ou territoire              | Année de reconnaissance | Surface totale (ha) | Illustration |
| -- | ------------------------------------------------- | ------------------------------- | ----------------------- | ------------------- | ------------ |
| 1  | Réserve de biosphère de Nilgiri (en)              | Tamil Nadu, Kerala et Karnataka | 2000                    | 552 000             |              |
| 2  | Réserve de biosphère du Golfe de Mannar           | Tamil Nadu                      | 2001                    | 1 050 000           |              |
| 3  | Réserve de biosphère des Sundarbans               | Bengale occidental              | 2001                    | 963 000             |              |
| 4  | Réserve de biosphère de Nanda Devi                | Uttarakhand                     | 2004                    | 640 703             |              |
| 5  | Réserve de biosphère de Nokrek                    | Meghalaya                       | 2009                    | 82 000              |              |
| 6  | Réserve de biosphère de Pachmarhi (en)            | Madhya Pradesh                  | 2009                    | 498 172             |              |
| 7  | Réserve de biosphère de Simlipal                  | Odisha                          | 2009                    | 556 900             |              |
| 8  | Réserve de biosphère d'Achanakmar-Amarkantak (en) | Chhattisgarh et Madhya Pradesh  | 2012                    | 383 551             |              |
| 9  | Réserve de biosphère de la Grande Nicobar (en)    | Grande Nicobar                  | 2013                    | 103 870             |              |
| 10 | Réserve de biosphère d'Agasthyamala (en)          | Kerala et Tamil Nadu            | 2016                    | 350 000             |              |
| 11 | Réserve de biosphère de Khangchendzonga           | Sikkim                          | 2018                    | 293 112             |              |
| 12 | Réserve de biosphère de Panna                     | Madhya Pradesh                  | 2020                    | 299 898             |              |

## Liste des réserves de biosphère reconnues à l'échelle nationale
- Manas, 1989
- Dibru-Saikhowa, 1997
- Dihang-Dibang, 1998
- Khangchendzonga, 2000
- Great Rann of Kutch, 2008
- Cold Desert, 2009
- Seshachalam Hills, 2010